# یاگیو جوبی میتسویوشی
یاگیو جوبی میتسویوشی ((به ژاپنی: 柳生 十兵衞 三厳 Yagyū Jūbei Mitsuyoshi); ۱ ژانویهٔ ۱۶۰۷ – ۲۱ آوریل ۱۶۵۰) پسر استاد شمشیربازی توکوگاوا ایه‌یاسو به انام یاگیو مونه نوری و یکی از مشهورترین و رمانتیک‌شده‌ترین سامورایی‌ها در عصر فئودالی ژاپن بود.